# Helo Gutschwager
Helo Gutschwager (* 31. Mai 1947) ist ein deutscher Synchronsprecher, Filmschauspieler und Requisiteur.

## Leben
Helo Gutschwager wurde in seiner Kindheit für verschiedene Synchronrollen eingesetzt, die von braven, lieben Jungs bis hin zu sehr ernst reichten. So sprach er 1963 die deutsche Stimme von  „Arthur“ in Disneys Zeichentrickfilm Die Hexe und der Zauberer. Vor der Kamera erlangte er 1962 durch seine Rolle als fanatischer Hitlerjunge „Hans Holz“ im amerikanischen Film Verrat auf Befehl Bekanntheit, ebenso durch seine Verkörperung des Lehrjungen „Jürgen“ in der Serie Der Forellenhof ab 1965.
Ab Mitte der 1970er Jahre wurde er als Requisiteur und Szenenbildner tätig. So stattete er Die Marquise von O. (1976) aus oder ab 1986 die Serien Liebling Kreuzberg und Die Wicherts von nebenan sowie ab 1990 Wie gut, daß es Maria gibt.

## Filmografie (Auswahl)
- 1954: Alarm im Zirkus
- 1962: Das Paradies und die Peri
- 1962: Verrat auf Befehl (The Counterfeit Traitor)
- 1965–1966: Der Forellenhof (Fernsehserie, 8 Folgen)
- 1979: Ein Mann für alle Fälle (Fernsehserie)
- 1981: Die zweite Haut

### Synchronrollen (Auswahl)
- 1953: Göran Lundquist (als Erik Johansson) in Abend der Gaukler
- 1954: Teruo Miyazaki (als 'Sasuke') in Aufstand der Tiere
- 1955: Tim Hovey (als Teddy Phillips) in Ehe in Fesseln
- 1955: Michael Winkelman (als Billy Castle) in Hollywood-Story
- 1957: Sven Almgren (als Anders Bengtsson) in Kalle Blomquist – Sein schwerster Fall
- 1957: Dennis Rush (als Creighton (4 Jahre)) in Der Mann mit den 1000 Gesichtern
- 1957: Kevin Corcoran (als Arliss Coates) in Sein Freund Jello
- 1958: Fidel Martin (als Osrus) in Aufstand der Gladiatoren
- 1958: Christopher Olsen (als Jack Shumann) in Duell in den Wolken
- 1958: Charles Herbert (als Philippe) in Die Fliege
- 1958: Charles Herbert (als Robert) in Hausboot
- 1959: Martin Stephens (als Sigi) in Französische Betten
- 1959: Teddy Rooney (als Billy Osgood) in Mit mir nicht, meine Herren
- 1959: Kevin Corcoran (als Macky 'Moochie' Daniels) in Der unheimliche Zotti
- 1960: Kevin Corcoran (als Jimmy Bean) in Alle lieben Pollyanna
- 1960: ? als André in Opfergang einer Nonne
- 1961: Ronnie Raymond (als Alexander Eastley) in 16 Uhr 50 ab Paddington
- 1961: Kevin Corcoran (als Skipper Willard) in Champagner in Paris
- 1961: Kevin Corcoran (als Francis Robinson) in Dschungel der 1000 Gefahren
- 1961: Rupert Osborne (als Eric) in Konga
- 1961: Martin Stephens (als Miles) in Schloss des Schreckens
- 1961: Robert G. Slade (als John Buchanan (Kind)) in Sommer und Rauch
- 1962: Rupert Osborne (als Gerry) in Die Bande des Captain Clegg
- 1962: David Robinson (als Harvey Crawford) in Rebellion
- 1962: Eddie Hodges (als Johnny Leffingwell) in Sturm über Washington
- 1963: Rickie Sorenson (als 'Flo (Wart) /. Arthur') in Die Hexe und der Zauberer
- 1963: Nigel Phoenix (als Bettlerjunge) in Neun Stunden zur Ewigkeit
- 1963: Tony Huston (als Derek) in Die Totenliste
- 1964: Roger Mobley (als Gustav) in Emil und die Detektive
- 1964: Tom Nolan (als Johnnie Mulligan) in Küss mich, Dummkopf
- 1965: Luis Morris (als Bauer Madig) in Falstaff - Glocken um Mitternacht
- 1966: John Dimech (als Kellner) in Anruf für einen Toten
- 1966: ? als Botenjunge in Jerry Cotton: Um Null Uhr schnappt die Falle zu
- 1967: Linda Haynes (als der falsche Martin) in Derek Flint – hart wie Feuerstein
- 1967: Christian Roberts (als Denham) in Junge Dornen
- 1970: Alessandro D’Alatri (als Giorgio (jünger)) in Der Garten der Finzi Contini
- 1971: John Moulder-Brown (als Anton Kersh) in Circus der Vampire
- 1971: Darrell Larson (als Vincent Perrin) in Opa kann’s nicht lassen
- 1971: Len Jones (als Bobby Hedden) in Wer Gewalt sät